# Navegación aérea Doppler
La navegación aérea Doppler es un sistema capaz de determinar la velocidad sobre el suelo y el ángulo de deriva del avión. Se basa en el efecto Doppler, que consiste en el cambio de frecuencia que experimenta la energía radiada cuando existe un movimiento relativo entre la fuente que transmite dicha energía y el receptor de la misma, siendo ese cambio de frecuencia proporcional a la velocidad relativa entre el transmisor y el receptor.

## Fundamento
El sistema de antenas del radar Doppler es susceptible de ser graduado para poder recibir la energía reflejada por el terreno. Dependiendo del ángulo de inclinación de las antenas, se recibirá una mejor reflexión de dicha energía pudiéndose determinar la velocidad sobre el suelo.
Para poder determinar la deriva con respecto a una ruta previamente programada, se utilizan dos haces de energía radiada que son emitidos por transmisores con su correspondiente antena situados uno a la izquierda y otro a la derecha de la aeronave.

## Historia
El uso del radar Doppler a partir del año 1961, como equipo autónomo de navegación para largas distancias sin requerir cobertura de equipos en tierra, produjo un impacto importante sobre la tripulación en cabina. Hasta ese momento, la navegación en esas condiciones se llevaba a cabo apoyándose en la observación astronómica, desarrollada a partir de la larga experiencia en la navegación marítima. El uso de esta técnica requería a bordo un tripulante denominado navegante.
Otros sistemas de navegación como el VOR (Very High Frecuency Omnidirecctional Range) y ADF (Automatic Direcctional Finder), radio ayudas para la navegación aérea ya existían. 
Con la incorporación del radar Doppler, la navegación astronómica dejó de ser necesaria y los navegantes también, lo que conllevó su desaparición como miembros de la tripulación para este tipo de vuelos. En la actualidad está en total desuso.
- Datos: Q9049017